# Psychoda floropsis
Psychoda floropsis és una espècie d'insecte dípter pertanyent a la família dels psicòdids.

## Descripció
- La femella fa 0,67-0,87 mm de llargària a les antenes (0,71-1,04 en el cas del mascle), mentre que les ales li mesuren 1,22-1,70 de longitud (1,02-1,60 en el mascle) i 0,45-0,67 d'amplada (0,40-0,67 en el mascle).[2]

## Distribució geogràfica
Es troba a Papua Nova Guinea.